# Mailand–Sanremo 2011
Der 102. Rad-Klassiker Mailand–Sanremo fand am 19. März 2011 statt. Er war Teil der UCI World Tour 2011 und innerhalb dieser das vierte Rennen. Die Gesamtdistanz des Rennens betrug 298 Kilometer, womit es das längste Eintagesrennen im Profibereich in der Saison 2011 war.

## Teilnehmende Mannschaften
| ProTeams (18)- Ag2r La Mondiale - Astana - BMC Racing Team - Euskaltel-Euskadi - Garmin-Cervélo - HTC-Highroad - Katusha - Lampre-ISD - Leopard-Trek - Liquigas-Cannondale - Movistar Team - Omega Pharma-Lotto - Quick Step Cycling Team - Rabobank - Team RadioShack - Saxo Bank-Sungard - Sky ProCycling - Vacansoleil-DCM Professional Continental Teams (7)- Acqua & Sapone - Androni Giocattoli-C.I.P.I - Cofidis, le Crédit en Ligne - Colnago-CSF Inox - Farnese Vini-Neri Sottoli - FDJ - Geox-TMC |
| |

Startberechtigt waren die 18 ProTeams. Zusätzlich vergab der Veranstalter RCS MediaGroup Wildcards an sieben Professional Continental Teams, darunter die italienischen Mannschaften Acqua & Sapone, Androni Giocattoli, Colnago-CSF Inox und Farnese Vini-Neri Sottoli. Jede Mannschaft trat mit acht Fahrern an.
Als Favoriten galten vor dem Start Vorjahressieger Óscar Freire, Alessandro Petacchi, Gewinner des Rennens 2005, Mark Cavendish, Sieger von 2009 und Tyler Farrar sowie seine Garmin-Cervélo-Teamkollegen Thor Hushovd und Heinrich Haussler. Ebenfalls als beachtenswert wurden der Vorjahreszweite Tom Boonen, Allan Davis, Zweiter von 2007, Daniele Bennati, Robbie McEwen und Juan José Haedo angesehen, sollte es zu einem Massensprint kommen. Möglich schien aber auch, dass Profis wie Klassikerspezialist Philippe Gilbert, Filippo Pozzato, Fabian Cancellara oder Danilo Di Luca das Feld durch eine Attacke hinter sich lassen könnten. Für den deutschen André Greipel war es die erste Teilnahme an diesem Rennen. Andere aussichtsreiche deutsche Starter waren unter anderen Linus Gerdemann und Fabian Wegmann.

## Die Strecke

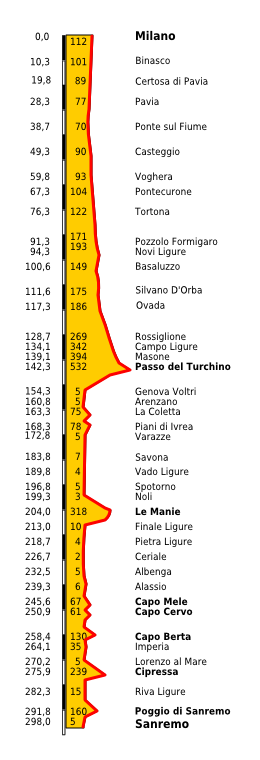
Streckenprofil Mailand–Sanremo 2011

Die traditionelle Strecke führte das Peloton auch dieses Mal über fast 300 Kilometer und war damit das längste Eintagesrennen des Jahres. Nach dem Start am Dom von Mailand führte der zunächst vorwiegend flache Weg über ungefähr 140 Kilometer durch die Po-Ebene ans Mittelmeer. Vor der Ankunft an der Küste musste mit dem Passo del Turchino der erste und mit 14 Kilometern längste Anstieg der „Classicissima“ bezwungen werden. Die Tunneldurchfahrt am Ende des Passes steht seit jeher für den Übergang von Winter zu Frühling. Die nächste Prüfung für die Teilnehmer bildete der Berg „Le Mànie“, der allerdings ebenfalls zu weit vom Ziel entfernt war, um für eine Entscheidung zu sorgen. Es folgten drei als „Capi“ bezeichnete kleinere Hügel, bis an den legendären Anstiegen Cipressa (Überquerung ca. 30 Kilometer vor dem Ziel) und Poggio di Sanremo (zwölf Kilometer vor dem Ziel) die Entscheidung fiel, ob es zu einem Massensprint oder einer Soloankunft kommen würde. Schließlich erwarteten die Teilnehmer noch die Abfahrt vom Poggio und die Zielankunft in Sanremo.

## Rennverlauf
Bereits vor dem Start gedachte der japanische Landesmeister Takashi Miyazawa mit einer Nationalflagge den Opfern der gerade andauernden Katastrophe in Japan. Miyazawa war es auch, der rund 15 Kilometer nach dem scharfen Start die Ausreißergruppe des Tages initiierte, in der auch der Italiener Alessandro De Marchi von Androni Giocattoli, Michail Ignatjew aus Russland (Katjuscha) und der Belgier Nico Sijmens von Cofidis, le Crédit en Ligne fuhren. Der Maximalvorsprung des Quartetts betrug über 13 Minuten, doch nach der Tempoarbeit des Feldes wurde die Gruppe nach über 200 Kilometern an der Spitze des Rennens eingeholt. Schon kurz davor war es allerdings zu einer rennentscheidenden Szene gekommen: Nach zahlreichen Stürzen in der Abfahrt vom Mànie teilte sich das Feld, abgehängt wurden unter anderen Weltmeister Thor Hushovd, die Mitfavoriten Mark Cavendish und Tyler Farrar sowie Vorjahressieger Óscar Freire, der selbst zu Fall gekommen war. An der Cipressa zersplitterten beide Gruppen weiter: Aus dem Spitzenfeld attackierte Jaroslaw Popowytsch vom Team RadioShack, der aber vor dem Gipfel des Anstiegs wieder eingeholt wurde. Aus der Verfolgergruppe mit Freire setzte sich Michele Scarponi von Lampre-ISD ab und schloss bis zum Poggio in einer Solofahrt die eine Minute große Lücke zur Spitze. Am Poggio di Sanremo setzten sich Yoann Offredo und Steve Chainel von FDJ zusammen mit Greg Van Avermaet vom BMC Racing Team und Stuart O’Grady von Leopard Trek ab und erarbeiteten sich einen Vorsprung von einer halben Minute. Dann griff Van Avermaet an und ließ seine Mitausreißer hinter sich. Vincenzo Nibali fuhr derweil aus der Verfolgergruppe heraus und holte die anderen drei Ausreißer Chainel, Offredo und O’Grady nach und nach ein. Mit geringen Abständen begaben sich die führenden Fahrer in die Abfahrt vom Poggio. Schließlich bildeten Offredo, O’Grady, Scarponi, Alessandro Ballan und Matthew Goss sowie Nibali, Cancellara, Gilbert und Filippo Pozzato eine Gruppe, die Van Avermaet 2,5 Kilometer vor dem Ziel wieder einholte. Nachdem kein Fahrer mehr entscheidend attackieren konnte, setzte sich im folgenden Sprint erwartungsgemäß der endschnelle Matthew Goss durch und feierte den größten Sieg seiner Profikarriere. Der Schweizer Fabian Cancellara errang für Leopard Trek den zweiten Rang vor dem Belgier Philippe Gilbert von Omega Pharma-Lotto.

## Rennergebnis
| \| Gesamtwertung \| Gesamtwertung \| Gesamtwertung \| Gesamtwertung \| Gesamtwertung \| \| Fahrer \| Fahrer \| Land \| Team \| Zeit \| \| ------------- \| ---------------------- \| ------------- \| ------------------- \| --------------- \| \| 1. \| Matthew Goss \| Australien \| HTC-Highroad \| 6 h 51 min 10 s \| \| 2. \| Fabian Cancellara \| Schweiz \| Leopard-Trek \| + 0 s \| \| 3. \| Philippe Gilbert \| Belgien \| Omega Pharma-Lotto \| + 0 s \| \| 4. \| Alessandro Ballan \| Italien \| BMC Racing Team \| + 0 s \| \| 5. \| Filippo Pozzato \| Italien \| Katusha \| + 0 s \| \| 6. \| Michele Scarponi \| Italien \| Lampre-ISD \| + 0 s \| \| 7. \| Yoann Offredo \| Frankreich \| FDJ \| + 0 s \| \| 8. \| Vincenzo Nibali \| Italien \| Liquigas-Cannondale \| + 3 s \| \| 9. \| Greg Van Avermaet \| Belgien \| BMC Racing Team \| + 10 s \| \| 10. \| Stuart O’Grady \| Australien \| Leopard-Trek \| + 12 s \| \| 11. \| Francisco José Ventoso \| Spanien \| Movistar Team \| + 27 s \| \| 12. \| Alessandro Petacchi \| Italien \| Lampre-ISD \| + 27 s \| \| 13. \| Daniele Bennati \| Italien \| Leopard-Trek \| + 27 s \| \| 14. \| José Joaquín Rojas \| Spanien \| Movistar Team \| + 27 s \| \| 15. \| Marco Marcato \| Italien \| Vacansoleil-DCM \| + 27 s \| \| 16. \| Dominique Rollin \| Kanada \| FDJ \| + 27 s \| \| 17. \| Peter Sagan \| Slowakei \| Liquigas-Cannondale \| + 27 s \| \| 18. \| Heinrich Haussler \| Australien \| Garmin-Cervélo \| + 27 s \| \| 19. \| Alessandro Bertolini \| Italien \| Androni Giocattoli \| + 27 s \| \| 20. \| Sylvain Chavanel \| Frankreich \| Quick Step \| + 27 s \| |                        |            |                     |                 |
| |                        |            |                     |                 |
| Quelle: ProCyclingStats |                        |            |                     |                 |
| Gesamtwertung |                        |            |                     |                 |
| Fahrer | Fahrer                 | Land       | Team                | Zeit            |
| 1. | Matthew Goss           | Australien | HTC-Highroad        | 6 h 51 min 10 s |
| 2. | Fabian Cancellara      | Schweiz    | Leopard-Trek        | + 0 s           |
| 3. | Philippe Gilbert       | Belgien    | Omega Pharma-Lotto  | + 0 s           |
| 4. | Alessandro Ballan      | Italien    | BMC Racing Team     | + 0 s           |
| 5. | Filippo Pozzato        | Italien    | Katusha             | + 0 s           |
| 6. | Michele Scarponi       | Italien    | Lampre-ISD          | + 0 s           |
| 7. | Yoann Offredo          | Frankreich | FDJ                 | + 0 s           |
| 8. | Vincenzo Nibali        | Italien    | Liquigas-Cannondale | + 3 s           |
| 9. | Greg Van Avermaet      | Belgien    | BMC Racing Team     | + 10 s          |
| 10. | Stuart O’Grady         | Australien | Leopard-Trek        | + 12 s          |
| 11. | Francisco José Ventoso | Spanien    | Movistar Team       | + 27 s          |
| 12. | Alessandro Petacchi    | Italien    | Lampre-ISD          | + 27 s          |
| 13. | Daniele Bennati        | Italien    | Leopard-Trek        | + 27 s          |
| 14. | José Joaquín Rojas     | Spanien    | Movistar Team       | + 27 s          |
| 15. | Marco Marcato          | Italien    | Vacansoleil-DCM     | + 27 s          |
| 16. | Dominique Rollin       | Kanada     | FDJ                 | + 27 s          |
| 17. | Peter Sagan            | Slowakei   | Liquigas-Cannondale | + 27 s          |
| 18. | Heinrich Haussler      | Australien | Garmin-Cervélo      | + 27 s          |
| 19. | Alessandro Bertolini   | Italien    | Androni Giocattoli  | + 27 s          |
| 20. | Sylvain Chavanel       | Frankreich | Quick Step          | + 27 s          |